# Sybra tessellata
Sybra tessellata är en skalbaggsart som först beskrevs av Francis Polkinghorne Pascoe 1865.  Sybra tessellata ingår i släktet Sybra och familjen långhorningar.
Artens utbredningsområde är Sulawesi. Inga underarter finns listade i Catalogue of Life.